# Daniel de Bulgaria
Daniel de Bulgaria (en búlgaro: Патриарх Даниил, romanizado: Patriarkh Daniil; Smolyan, Bulgaria, 2 de marzo de 1972), nacido como Atanas Trendafilov Nikolov (en búlgaro: Атанас Трендафилов Николов; Smolyan,), es el actual patriarca de la Iglesia Ortodoxa Búlgara, entronizado el 30 de junio de 2024. Antes de su elección, ejerció como Metropolitano de Vidin y sirvió en varias posiciones dentro de la iglesia.

## Biografía
Primeros años y educación
Daniel nació el 2 de marzo de 1972 en Smolyan en la entonces República Popular de Bulgaria. Completó su educación primaria y secundaria en su ciudad natal y luego sirvió en el ejército. En 1996, comenzó a estudiar Filología Inglesa en la Universidad de Sofía, pero al año siguiente se transfirió a la Facultad de Teología de la misma universidad, donde se graduó en 2002.
Vida monástica
En 1997, Daniel fue aceptado como novicio en el Monasterio Hadzhidimovski "San Jorge el Victorioso" bajo la guía espiritual del Metropolitano Natanael de Nevrokop. Fue tonsurado como monje el 7 de agosto de 1999 y ordenado hierodiácono al día siguiente. En 2004, fue enviado al Monasterio de Rozhen y el 27 de noviembre del mismo año fue ordenado hieromonje. El 1 de junio de 2006, fue elevado al rango de archimandrita.
Carrera eclesiástica
El 20 de enero de 2008, Daniel fue consagrado obispo con el título de Dragovitiano y nombrado vicario del Metropolitano de Nevrokop. Su consagración fue realizada por el patriarca Máximo de Bulgaria en presencia de otros metropolitanos y obispos.
Desde 2011 hasta el 4 de febrero de 2018, sirvió como obispo vicario en la Diócesis Americana, Canadiense y Australiana. Fue Metropolitano de Vidin desde el 4 de febrero de 2018 hasta el 30 de junio de 2024.
Posiciones y controversias
Después del cisma entre el Patriarcado Ecuménico y la Iglesia Ortodoxa Rusa en 2018, Daniel apoyó la postura de Moscú y se opuso al reconocimiento de la autocefalía de la Iglesia ortodoxa de Ucrania.Después de la Invasión rusa de Ucrania en 2022, adoptó posiciones prorrusas respecto al conflicto.

## Patriarcado
El 30 de junio de 2024, el Metropolitano Daniel de Vidin fue elegido como el nuevo Patriarca de Bulgaria en el Consejo Patriarcal Electoral de la Iglesia. Ganó la segunda ronda de votación con 69 votos. El Metropolitano Gregorio de Vratsa quedó en segundo lugar con 66 votos, mientras que 3 boletas fueron inválidas.
En la primera ronda de votación, el Metropolitano Gregorio lideró con 64 votos, calificando para la segunda ronda. Fue acompañado por el Metropolitano Daniel, quien recibió 51 votos. El Metropolitano Gabriel de Lovech obtuvo 19 votos y fue eliminado en la primera ronda. Hubo 4 boletas inválidas en la primera ronda.
Para presentarse a la elecciones, los tres candidatos debían ser metropolitanos diocesanos en servicio de la Iglesia Ortodoxa Búlgara, tener al menos 50 años de edad, haber gobernado una diócesis como Metropolitano durante al menos cinco años y destacarse por su sólida fe ortodoxa y estricta adherencia al orden eclesiástico.